# John Fennell
John Fennell (* 28. Mai 1995 in Calgary, Alberta) ist ein kanadischer Rennrodler. Sein Vater ist der kanadische Footballspieler Dave Fennell.

## Werdegang
Fennell erreichte bei den Rennrodel-Weltmeisterschaften 2013 den 24. Platz im Einsitzer. Er nahm an den Olympischen Winterspielen 2014 teil, bei denen er den 27. Platz erreichte.